# Associazione Calcio Napoli 1955-1956
Questa voce raccoglie le informazioni riguardanti l'Associazione Calcio Napoli nelle competizioni ufficiali della stagione 1955-1956.

## Stagione
Campionato del Napoli 1955-1956
La città che sognava un Napoli da vertice fu delusa da un modesto 14º posto con 32 punti, quel campionato fu stravinto dalla Fiorentina del fuoriclasse Montuori con 53 punti.
Lauro regalò a Monzeglio un giovane leone brasiliano Luís de Menezes Vinício, attaccante di grande forza, il suo esordio con il Napoli fu impressionante segnò dopo appena 40 secondi contro il Torino, la gara poi terminò 2 - 2, con un altro goal di Vinicio.
Il brasiliano in quella stagione siglò 16 reti, il suo collega di reparto Jeppson, 8 reti, dovette saltare molte partite all'inizio per un incidente, la coppia però al suo esordio si scatenò portando il Napoli al successo contro la Pro Patria per 8 a 1 con tre goal di Vinicio e due di Jeppson.
In stagione il Napoli subì diverse squalifiche del campo per gli incidenti provocati dai propri tifosi, addirittura dopo Napoli - Bologna 3 - 3, si contarono 140 feriti, tifosi inferociti non ritennero giusto il rigore assegnato al Bologna in pieno recupero. In un clima teso Monzeglio lasciò la panchina gli subentrò Amadei che timonò la squadra fino alla fine del torneo.

## Divise
| Prima divisa | Seconda divisa | Divisa portiere | Divisa portiere |

## Organigramma societario
- Presidente: Alfonso Cuomo
- Allenatore: Eraldo Monzeglio, poi Amedeo Amadei

## Rosa
| N. |                   | Ruolo | Calciatore        |
| -- | ----------------- | ----- | ----------------- |
|    | Italia (bandiera) | P     | Ottavio Bugatti   |
|    | Italia (bandiera) | P     | Brenno Fontanesi  |
|    | Italia (bandiera) | D     | Rodolfo Beltrandi |
|    | Italia (bandiera) | D     | Remo Bertoni      |
|    | Italia (bandiera) | D     | Giulio Castelli   |
|    | Italia (bandiera) | D     | Luciano Comaschi  |
|    | Italia (bandiera) | D     | Elia Greco        |
|    | Italia (bandiera) | D     | Celso Posio       |
|    | Italia (bandiera) | D     | Armando Tre Re    |

| N. |                      | Ruolo | Calciatore               |
| -- | -------------------- | ----- | ------------------------ |
|    | Italia (bandiera)    | C     | Giovanni Ciccarelli      |
|    | Italia (bandiera)    | C     | Giorgio Granata          |
|    | Argentina (bandiera) | C     | Bruno Pesaola (capitano) |
|    | Italia (bandiera)    | C     | Giancarlo Vitali         |
|    | Italia (bandiera)    | A     | Amedeo Amadei            |
|    | Italia (bandiera)    | A     | Piero Golin              |
|    | Italia (bandiera)    | A     | Vincenzo Di Mauro        |
|    | Svezia (bandiera)    | A     | Hasse Jeppson            |
|    | Brasile (bandiera)   | A     | Luís Vinício             |

## Calciomercato
| Acquisti | Acquisti     | Acquisti | Acquisti   |
| R.       | Nome         | da       | Modalità   |
| -------- | ------------ | -------- | ---------- |
| A        | Luís Vinício | Botafogo | definitivo |
| D        | Elia Greco   | Legnano  | definitivo |

| Cessioni | Cessioni            | Cessioni    | Cessioni |
| R.       | Nome                | a           | Modalità |
| -------- | ------------------- | ----------- | -------- |
| D        | Pier Luigi Del Bene | Salernitana | prestito |

## Risultati

### Serie A

#### Girone di andata
| 18 settembre 1955 1ª giornata | Napoli | 2 – 2 | Torino |  |

| 25 settembre 1955 2ª giornata | Novara | 1 – 0 | Napoli |  |

| 2 ottobre 1955 3ª giornata | Napoli | 2 – 1 | Genoa |  |

| 9 ottobre 1955 4ª giornata | Milan | 0 – 0 | Napoli |  |

| 16 ottobre 1955 5ª giornata | Napoli | 8 – 1 | Pro Patria |  |

| 23 ottobre 1955 6ª giornata | Napoli | 1 – 1 | Roma |  |

| 30 ottobre 1955 7ª giornata | Atalanta | 1 – 2 | Napoli |  |

| 6 novembre 1955 8ª giornata | Napoli | 3 – 3 | Bologna |  |

| 13 novembre 1955 9ª giornata | Sampdoria | 3 – 0 | Napoli |  |

| 20 novembre 1955 10ª giornata | Napoli | 1 – 1 | Juventus |  |

| 8 dicembre 1955 11ª giornata | Lazio | 1 – 1 | Napoli |  |

| 25 dicembre 1955 12ª giornata | SPAL | 1 – 2 | Napoli |  |

| 31 dicembre 1955 13ª giornata | Napoli | 2 – 4 | Fiorentina |  |

| 8 gennaio 1956 14ª giornata | Triestina | 2 – 1 | Napoli |  |

| 15 gennaio 1956 15ª giornata | Lanerossi Vicenza | 0 – 0 | Napoli |  |

| 22 gennaio 1956 16ª giornata | Napoli | 0 – 2 | Inter |  |

| 29 gennaio 1956 17ª giornata | Napoli | 1 – 0 | Padova |  |

#### Girone di ritorno
| 12 febbraio 1956 18ª giornata | Torino | 1 – 4 | Napoli |  |

| 19 febbraio 1956 19ª giornata | Napoli | 0 – 2 | Novara |  |

| 26 febbraio 1956 20ª giornata | Genoa | 3 – 1 | Napoli |  |

| 4 marzo 1956 21ª giornata | Napoli | 2 – 0 | Milan |  |

| 11 marzo 1956 22ª giornata | Pro Patria | 0 – 0 | Napoli |  |

| 18 marzo 1956 23ª giornata | Roma | 2 – 1 | Napoli |  |

| 25 marzo 1956 24ª giornata | Napoli | 0 – 3 | Atalanta |  |

| 1º aprile 1956 25ª giornata | Bologna | 3 – 1 | Napoli |  |

| 8 aprile 1956 26ª giornata | Napoli | 3 – 1 | Sampdoria |  |

| 15 aprile 1956 27ª giornata | Juventus | 0 – 1 | Napoli |  |

| 29 aprile 1956 28ª giornata | Napoli | 1 – 2 | Lazio |  |

| 6 maggio 1956 29ª giornata | Napoli | 2 – 2 | SPAL |  |

| 10 maggio 1956 30ª giornata | Fiorentina | 0 – 0 | Napoli |  |

| 13 maggio 1956 31ª giornata | Napoli | 3 – 2 | Triestina |  |

| 20 maggio 1956 32ª giornata | Napoli | 0 – 0 | Lanerossi Vicenza |  |

| 27 maggio 1956 33ª giornata | Inter | 3 – 0 | Napoli |  |

| 3 giugno 1956 34ª giornata | Padova | 1 – 1 | Napoli |  |

## Statistiche

### Statistiche di squadra
| Competizione | Punti | In casa | In casa | In casa | In casa | In casa | In casa | In trasferta | In trasferta | In trasferta | In trasferta | In trasferta | In trasferta | Totale | Totale | Totale | Totale | Totale | Totale | DR |
| Competizione | Punti | G       | V       | N       | P       | Gf      | Gs      | G            | V            | N            | P            | Gf           | Gs           | G      | V      | N      | P      | Gf     | Gs     | DR |
| ------------ | ----- | ------- | ------- | ------- | ------- | ------- | ------- | ------------ | ------------ | ------------ | ------------ | ------------ | ------------ | ------ | ------ | ------ | ------ | ------ | ------ | -- |
| Serie A      | 28    | 17      | 6       | 6       | 5       | 31      | 27      | 17           | 4            | 6            | 7            | 15           | 22           | 34     | 10     | 12     | 12     | 46     | 49     | -3 |

### Statistiche dei giocatori
| Giocatore     | Serie A  | Serie A |
| Giocatore     | Presenze | Reti    |
| ------------- | -------- | ------- |
| A. Amadei     | 15       | 1       |
| R. Beltrandi  | 25       | 1       |
| R. Bertoni    | 1        | 0       |
| O. Bugatti    | 26       | -36     |
| G. Castelli   | 20       | 3       |
| G. Ciccarelli | 27       | 1       |
| L. Comaschi   | 28       | 1       |
| V. Di Mauro   | 7        | 0       |
| B. Fontanesi  | 8        | -13     |
| P. Golin      | 7        | 1       |
| G. Granata    | 18       | 1       |
| E. Greco      | 22       | 0       |
| H. Jeppson    | 23       | 8       |
| B. Pesaola    | 33       | 2       |
| C. Posio      | 34       | 2       |
| A. Tre Re     | 32       | 0       |
| L. Vinicio    | 26       | 16      |
| G. Vitali     | 22       | 9       |